# Hadda Brooks
Hadda Brooks, nata Hattie L. Hapgood (Los Angeles, 29 ottobre 1916 – Los Angeles, 21 novembre 2002), è stata una pianista, cantante e compositrice statunitense.

## Discografia parziale
- 1958 - Boogie
- 1963 - Sings & Swings
- 1984 - Queen of the Boogie
- 1994 - Anytime, Anyplace, Anywhere
- 1995 - Even Santa Gets the Blues
- 1995 - That's My Desire
- 1996 - Time Was When
- 1999 - I've Got News for You

## Filmografia parziale
- Fulmini a ciel sereno (Out of the Blue), regia di Leigh Jason (1947)
- Il diritto di uccidere (In a Lonely Place), regia di Nicholas Ray (1950) - non accreditata
- Il bruto e la bella (The Bad and the Beautiful), regia di Vincente Minnelli (1953) - non accreditata
- Tre giorni per la verità (The Crossing Guard), regia di Sean Penn (1995)
- Finding Graceland, regia di David Winkler (1995)
- Il tredicesimo piano (The Thirteenth Floor), regia di Josef Rusnak (1999)
- Playboy americano: la storia di Hugh Hefner (American Playboy: The Hugh Hefner Story) (2017) - TV